# Gotan Project
Gotan Project es una banda de tango electrónico y electrónica jazzística asentada en París, integrada por el músico suizo Christoph H. Müller, el DJ francés Philippe Cohen Solal y el músico argentino Eduardo Makaroff. 
El nombre del trío viene de un café concert fundado en Buenos Aires en 1964 por Juan Carlos Cedrón, que es juego de palabras muy común en el español rioplatense llamado vesre, que consiste en invertir el orden de las sílabas en una palabra. Así, la palabra "tango" se convierte en "gotan".

## Historia
Se conocieron en París, y creyeron que su interés por la música justificaba un trabajo más o menos constante. Sin muchas expectativas, en el 2000 publicaron mil copias de su primer sencillo, Vuelvo Al Sur/El Capitalismo Foráneo (en El Capítalismo Foráneo Gotan Project incluyen un sampleado de un discurso de Eva Perón de 1948 en el que denuncia el "capitalismo foráneo"). Su combinación de tango, jazz y electrónica tuvo una repercusión inesperada, obligando al trío a organizar al poco tiempo importantes giras internacionales. Su disco La revancha del tango (2001) supera el millón y medio de copias vendidas.

## Discografía

### Álbumes
- 2001 - La revancha del tango
- 2004 - Inspiración Espiración (CD Mix)
- 2006 - Lunático (Estudio)
- 2010 - Tango 3.0 (Estudio)
- 2011 - La Gloria
- 2011 - La Revancha en Cumbia
- 2011 - Best of Gotan Project
- 2014 - Club Secreto
- 2017 - Club Secreto, Vol.2

### En vivo
- 2005 - La revancha del tango live
- 2008 - Gotan Project Live
- 2011 - Tango 3.0 Live

### EPs
- 2006 - El Norte

### Bandas sonoras
- Santa María (del Buen Ayre) del álbum La Revancha del Tango fue la música elegida para la principal secuencia de baile de la película de 2004 Shall We Dance?, protagonizada por Jennifer Lopez y Richard Gere.

- "Una música brutal" del disco "La revancha del tango" aparece en el documental Sicko (2007) de Michael Moore y  en la secuencia de tango de Take the lead (2006), de Antonio Banderas.

- En la serie de televisión estadounidense Nip/Tuck  se utiliza Santa María del Buen Ayre como soundtrack en la temporada 3, capítulo 15 (Dr. Quentín Costa).

- En el drama coreano Scent of a Woman (2011), episodio 8, utilizan este mismo tema en una escena.

- Otra serie estadounidense Sex and the City,  usó su música.

- Los simuladores, serie de televisión argentina, ganadora del Premio Martín Fierro de Oro en 2003, utiliza la versión de Gotan Project de "Cité Tango" tanto en la presentación del programa como en los celulares de los protagonistas cuando alguno de ellos es contactado por "Santos", su líder. En esta serie la música de Gotan Project fue de alguna manera emblemática, representando al exitoso programa en sus dos temporadas y en sus versiones argentina, chilena, mexicana, española y rusa.

- En el documental Surplus (2003) de Erik Gandini en la secuencia inicial se puede escuchar Tríptico acompañando un discurso de Fidel Castro, mientras se observa a los miembros del Black Bloc enfrentarse a la policía.

- En la serie Chuck (2007-2012) se utilizó una canción para el capítulo tercero de la primera temporada, Chuck vs the Tango.

- En la película Ocean's Twelve aparece la canción El capitalismo foráneo.

- "Época" forma parte de la banda sonora de la película del 2021, Red Notice

- "El capitalismo foráneo" musicaliza una secuencia del documental "Hebe, la maternidad combativa", sobre la presidenta de la Asociación Madres de Plaza de Mayo, Hebe de Bonafini, producido por Telesur en 2009.